# 弁護士法人中村国際刑事法律事務所
弁護士法人中村国際刑事法律事務所（なかむらこくさいけいじほうりつじむしょ、Nakamura International Criminal Defense LPC）は、東京都千代田区に所在する法律事務所。

## 概要
元検事（元東京地検特捜部）弁護士である中村勉によって2009年に設立。
「検事ブランディング」を標榜し、公正公平な刑事裁判の実現を事務所理念とする。

## 業務分野
性犯罪事件、薬物事件、傷害・暴行事件、窃盗・万引き事件、詐欺・横領事件、少年事件、ホワイトカラー犯罪など刑事事件全般に注力している。また、国際的な刑事事件も手がける。
TV、雑誌などのメディア出演も多数。
裁判員裁判を25件、無罪を14件獲得している。

## 沿革
- 2009年9月 - 中村勉弁護士が東京都千代田区紀尾井町で設立
- 2019年9月 - 神奈川県横浜市中区に横浜事務所開設
- 2020年7月 - 千葉県千葉市中央区に千葉事務所開設
- 2021年3月 - 埼玉県さいたま市中央区にさいたま事務所開設
- 2022年1月 - 東京都立川市柴崎町に立川事務所開設

## 所在地
- 東京事務所

東京都千代田区神田三崎町2-17-2 日宝水道橋ビル3階
- 立川事務所

東京都立川市柴崎町3-14-21 マル井ビル立川306
- 千葉事務所

千葉県千葉市中央区中央4-10-16 第22CIビル 102
- さいたま事務所

埼玉県さいたま市中央区下落合6-12-20 ALVEARE 103
- 大阪事務所

大阪府大阪市北区西天満3-6-22 日宝北大阪屋ビル306
- 名古屋事務所

愛知県名古屋市東区泉1丁目1-31 吉泉ビル701

## メディア出演
- めざましテレビ（フジテレビ)
- ワイドスクランブル（テレビ朝日）
- 情報ライブミヤネ屋（日本テレビ）
- イブニングワイド（TBS）